# دختر اهل مارفا ۲
دختر اهل مارفا ۲ (انگلیسی: Marfa Girl 2) یک فیلم درام آمریکایی به کارگردانی لری کلارک است که در سال ۲۰۱۸ منتشر شد.
این فیلم دنباله‌ای برای فیلم دختر اهل مارفا بود که در سال ۲۰۱۲ ساخته شده بود.